# Patrick Adamson
Patrick Adamson (mars 1537 – 10 février 1592) est archevêque de Saint Andrews en Écosse de 1576 à 1589.

## Biographie
Adamson a été dit être fils de boulanger, mais en réalité, son père, aussi prénommé Patrick († 1570), est un marchand bourgeois qui occupe aussi des fonctions de magistrat puis doyen des guildes (Dean of Merchant Guildry of Perth (en)). Il naît probablement à Perth d'une mère [peut-être Constance, née Simson] dont l'identité n'est jamais connue.
Il est en conflit ouvert avec les Presbytériens du royaume sur l'établissement de l'Église réformée en Écosse, ce qui lui vaut d'être suspendu de son épiscopat en 1583-84. De nouvelles accusations contre lui conduisent à une nouvelle suspension en 1587 et finalement à sa déposition en 1589 ou avant,. 
Adamson est aussi doctorant et chancelier de l'université de St Andrews de 1576 jusqu'à sa mort en 1592.
L'archevêque meurt dans la pauvreté, vivant de la charité, le 10 février 1592. Après sa mort, le roi Jacques VI transfère les revenus épiscopaux à Ludovic Stuart, 2e duc de Lennox.